# Idioma ikarranggali
El idioma ikarranggal, u Ogh Ikarranggal (Ikaranggal, Ikarranggali), es una lengua extinta pama de la Península del Cabo York en Queensland, Australia. Al igual que varios idiomas en el área, a menudo se lo conoce como Gogo Mini (Kuku-Mini) 'buen habla'.